# Centrobolus
Genre
Synonymes
- Chersastus Attems, 1926

Centrobolus est un genre de mille-pattes, de la classe des Diplopoda, de l'ordre des Spirobolida et de la famille des Pachybolidae.

## Liste des espèces
Selon BioLib (27 août 2019) :
- Centrobolus albitarsis (Lawrence, 1967)
- Centrobolus angelicus (Jeekel, 1956)
- Centrobolus annulatus (Attems, 1934) - Red coral millipedes
- Centrobolus coriaceus Porat, 1872
- Centrobolus elegans (Brandt, 1840)
- Centrobolus falcatus (Voges, 1878)
- Centrobolus immaculatus (Lawrence, 1967)
- Centrobolus litoralis (Koch, 1865)
- Centrobolus luctuosus (Peters, 1855)
- Centrobolus pococki (Porat, 1892)
- Centrobolus richardi (Lawrence, 1967)
- Centrobolus rubricollis (Schubart, 1966)
- Centrobolus saussurii (Porat, 1872)
- Centrobolus strigosus (Porat, 1872)

et aussi:
- Centrobolus splendidus
- Centrobolus vastus